# Radiour
Et radiostyret ur eller radiour er et ur, som er synkroniseret af en tidskode udsendt af en radiosender, der er forbundet til en tidsstandard som f.eks. et atomur.

## Jordiske tidssignaler
Radiostyrede ure, som er synkroniserede til jordiske tidssignaler, kan normalt opnå en præcision på omkring 1 millisekund i forhold til tidsstandarden, men er begrænset af radioudbredelsesforhold.
Referencetidssignaler der kan anvendes af radiostyrede ure omfatter:
- WWV, WWVB og WWVH radiostationer i USA.
- CHU radiostationer i Canada.
- DCF77 radiostationer i Tyskland.
- MSF radiostationer i Det Forenede Kongerige Storbritannien og Nordirland.
- JJY radiostationer i Japan.

Tidssignal radiostationer har generelt følgende attributter:
- De sammenholder bærebølgens sendefrekvens til frekvensstandarden.
- De sender sekund-'bip' for at identificere starten af et sekunds interval.
- De sender også tidskoder for at identificere sekundintervallerne.

Loran-C-tidssignal kan også anvendes til radiostyrede ure.

## GPS-ure
Mange moderne radiostyrede ure anvender GPS for at give en mere nøjagtig tid, end der kan opnås fra de jordiske radiostationer. Disse GPS-ure kombinerer tidsestimater fra mange satellitters atomure med fejlestimater vedligeholdt af et netværk af jordstationer.
Fordi de beregner tiden og positionen samtidig fra adskillige kilder, kan GPS-ure automatisk kompensere for line-of-sight-forsinkelse og mange radioudbredelsesdefekter og opnå sub-mikrosekund-nøjagtighed under ideelle betingelser.